# 法默斯維爾 (伊利諾伊州)
法默斯維爾（英語：Farmersville）是位於美國伊利諾伊州蒙哥馬利縣的一個村落。

## 地理
法默斯維爾的座標為39°26′32″N 89°39′03″W / 39.44222°N 89.65083°W，而該地最高點為海拔高度195米（即640英尺）。

## 人口
根據2010年美國人口普查的數據，法默斯維爾的面積為2.35平方千米，當中陸地面積為2.33平方千米，而水域面積為0.02平方千米。當地共有人口724人，而人口密度為每平方千米308人。